# قبچاق (ملارد)
قپچاق ، روستایی از توابع بخش مرکزی شهرستان ملارد در استان تهران ایران است.

نام این روستا از کلمه کیپچاک و قبیله قپچاق ها که از قبایل ترک هستند ، بدلیل سکونت عشائری آنها در این منطقه منشعب شده است ، قپچاق یا قبچاق صفت فاعلی است و معنای ان انجام دادن کار با سرعت ودقت بالا و بدون نقص است ، از کلمات مشابه قپچاق میتوان به قیرباق یا قبراق اشاره کرد که مقصود از آن داشتن سرعت در حرکت و راه رفتن است.

## جمعیت
این روستا در دهستان ملارد جنوبی قرار دارد و براساس سرشماری مرکز آمار ایران در سال ۱۳۹۵، جمعیت آن ۲٬۱۱۷ نفر (۶۵۰ خانوار) بوده‌است.